# Robert Koch
Heinrich Hermann Robert Koch, nemški zdravnik in mikrobiolog, * 11. december 1843, Clausthal, † 27. maj 1910, Baden-Baden.
Koch je zaslovel z odkritjem povzročiteljev antraksa (1877), tuberkuloze (1882) in kolere (1883). Leta 1905 je prejel Nobelovo nagrado za medicino in fiziologijo. Po njem se imenuje tudi inštitut v Berlinu (Inštitut Roberta Kocha), ki se ukvarja z raziskovanjem in nadzorom nalezljivih bolezni.

## Življenjepis
Heinrich Hermann Robert Koch se je rodil v Clausthalu v Nemčiji 11. decembra 1843. Na univerzi v Göttingenu je študiral medicino, po študiju pa je služil kot vojak v francosko-pruski vojni. Po vojni je postal okrožni zdravnik. V svojem življenju je poleg Louisa Pasteurja postal eden izmed glavnih soustanoviteljev bakteriologije.
Po tem, ko je Casimir Davaine dokazal direkten prenos bolezni antraksa med kravami, se je Koch poglobil v samo bakterijo Bacillus antracis. Z natančnim mikroskopiranjem je dognal, da se bakterije vedno nahajajo v krvi živali, ki podležejo bolezni. Kljub temu sama povezava bakterije z ob prisotnosti bolezni ni dokaz, da je bakterija povzročila bolezen, lahko je posledica bolezni. Koch je s poskusom dokazal, da če odvzamemo majhno količino krvi obolele živali in jo prenesemo v zdravo, bo zdrava žival zbolela in umrla. Ko je na ta način 20× prenesel kri iz obolele živali na zdravo in so se vsakokrat pojavili enaki, značilni, znaki bolezni, je dokazal, da je bakterija Bacillus antracis resnični povzročitelj bolezni antraks. Razvil je metode za osamitev te bakterije iz vzorcev krvi in za rast čistih bakterijskih kultur. Odkril je, da bakterija ne more preživeti izven gostitelja daljši čas. V ta namen razvije endospore, ki pa lahko preživijo izven gostitelja tudi več let. Endospore v zemlji so bile vzrok nepojasnjenih izbruhov bolezni. Koch je objavil svoje izsledke leta 1876 in je bil za svoje delo leta 1880 nagrajen s službo v Berlinu v cesarski zdravstveni službi. Leta 1881 je začel spodbujati sterilizacijo kirurških pripomočkov s segrevanjem.
V Berlinu je izpopolnil svoje metode, ki jih je uporabljal v Wollsteinu, kot so barvanje bakterijskih preparatov, metode osamitve, priprava gojišč za rast bakterij. Za pripravo gojišč je uporabljal agar plošče in petrijevke, ki se imenujejo po Juliusu Richardu Petriju, Kochovem asistentu. Vse te metode se uporabljajo še danes. S pomočjo teh tehnik je odkril bakterijo, ki povzroča tuberkulozo (Mycobacterium tuberculosis) leta 1882, ki je bila v takratnem času vzrok vsake sedme smrti.
Leta 1883 je Koch sodeloval s francosko raziskovalno ekipo v Aleksandriji v Egiptu, kjer so preoučevali kolero. V času pete pandemije leta 1884 mu je uspelo izolirati in identificirati povzročitelja Vibrio sp.. Povzročitelja je že leta 1854 odkril italijanski anatom Filippo Pacini, a je bilo njegovo delo zaradi prevladujoče teorije o spontani generaciji živega prezrto. Koch ni vedel za Pacinijevo delo in je bilo njegovo odkritje neodvisno od prejšnjega znanja.
Leta 1891 je postal direktor novo ustanovljenega Inštituta za higieno v Berlinu. Še istega leta  je bil imenovan za profesorja higiene na univerzi v Berlinu. Ves čas se je ukvarjal z državnim zdravstvenim varstvom in higieno. Za mesto Berlin je uredil higienske novosti, kot je sistem kanalov za odpadne vode. S tega mesta je odstopil leta 1904, začel s potovanji po svetu, raziskovanjem bolezni v južni Afriki, Indiji in na Javi.
Na podlagi poskusov z antraksom in ostalih del je oblikoval kriterije za dokaz, da določen mikroorganizem povzroča določeno bolezen. Ti kriteriji se imenujejo Kochovi postulati:
- Mikroorganizem se mora nahajati v vseh obolelih živali, ne pa v zdravih;
- Mikroorganizem moramo vzgojiti v čisti kulturi izven (ločeno) od telesa živali;
- Mikroorganizem iz čiste kulture mora v poskusni živali, ki smo jo okužili, povzročiti značilne znake preiskovane bolezni;
- Mikroorganizem moramo iz okužene poskusne živali ponovno vzgojiti v čisti kulturi, pri čemer mora biti še vedno enak kot prvotni mikroorganizem.
Za delo na tuberkulozi je leta 1905 prejel tudi Nobelovo nagrado.
Robert Koch je več let pred smrtjo bolehal za angino pectoris. Umrl je 27. maja 1910 v Baden-Badnu po usodnem srčnem napadu. Žara se nahaja v inštitutu, ki je imenovan po njem.
Po njem so poimenovali tudi krater na Luni, nagrada in medalja Roberta Koch sta podeljeni mikrobiologom, ki ogromno prispevajo k raziskavam ali svetovnemu zdravju ljudi na edinstven način.